# Полента, Диего
Дие́го Фабиа́н Поле́нта Мусе́тти, либо просто Диего Полента (исп. Diego Fabián Polenta Musetti; 4 сентября 1989, Монтевидео) — уругвайский футболист, защитник.

## Биография
Родился 6 февраля 1992 года в Монтевидео. Воспитанник юношеской команды «Данубио». В июле 2008 года Полента перешёл в итальянский клуб «Дженоа», где стал заниматься в молодёжной команде. Во взрослом футболе дебютировал 30 апреля 2011 года в игре против «Наполи». Сыграл за генуэзский клуб лишь один матч, в основном выступал за дублирующую команду.
В сезоне 2011/12 годов на правах аренды защищал цвета «Бари», который выступал в Серии В. Летом 2012 года вернулся в «Дженоа», а затем продолжил выступления в «Бари».
Летом 2014 года стал игроком «Насьоналя», где сперва провёл один сезон в аренде, после чего перешёл на постоянной основе.
7 февраля 2019 года подписал контракт с клубом MLS «Лос-Анджелес Гэлакси». В главной лиге США дебютировал 2 марта в матче стартового тура сезона 2019 против «Чикаго Файр». 20 апреля в матче против «Хьюстон Динамо» забил свой первый гол в MLS. По окончании сезона 2019 покинул «Лос-Анджелес Гэлакси», пожелав быть ближе к своей семье.
1 января 2020 года присоединился к парагвайской «Олимпии», подписав контракт на три сезона.
В 2008 году дебютировал в юношеской сборной Уругвая, в составе которой участвовал в юношеском чемпионате мира 2009 года. В 2011 году привлекался в состав молодёжной сборной Уругвая, вместе с которой участвовал в молодёжных чемпионатах Южной Америки и мира. На молодёжном уровне сыграл в 16 официальных матчах, забил три гола. Был капитаном молодёжной сборной Уругвая.
Оскар Вашингтон Табарес, тренер основной сборной Уругвая, также возглавлявший Олимпийскую футбольную команду, включил Поленту в заявку сборной на футбольный турнир Олимпийских игр 2012 года.

## Достижения
- Чемпион Уругвая (2): 2014/15, 2016
- Чемпион Парагвая (1): Клаусура 2020